# Bisbat de Caors
El bisbat de Caors és una divisió eclesiàstica de França a Occitània, que abraça el departament de l'Òlt. Abans de 1676 era sufragània de Bourges i del 1676 al 1791 d'Albi. El 1802 fou agregat a l'arquebisbat de Tolosa abraçant l'antic Bisbat de Rodés i bona part dels de Vabres i Montalban. El 1822 fou restablert el bisbat de Rodés i la resta de Caors feta sufragània d'Albi.
Els bisbes de Caors foren des del 1088 senyors de la ciutat de Caors, i des del 1353 van esdevenir vassalls directes del rei de França.
Catedral del segle xi restaurada el segle xiv.

## Llista de bisbes de Caòrs o Carcí
- Sant Genulf, primer bisbe, vers 300
- Sant Sebast, vers 300
- Sant Floren, vers 380
- Sant Alit, vers 425
- Sant Anatol, vers 450
- Boeci,	vers 506
- Sustraci, vers 541
- Màxim, vers 549
- Sant Maurilló, fins al 580
- Sant Urcís, vers 585
- Eusebi, fins al 625
- Sant Rústic	629-636
- Sant Gerí (o Didó) 636-655
- Betó, vers 673
- Sant Capuà, vers 700
- Sant Ambrosi,	vers 745
- nom desconegut, vers 770
- Agarn, vers 783
- Aimat,	vers 813
- Angar, 813-?
- Esteve I 852-?
- Guillem, vers 875
- Guerau I, vers 887
- Sant Gausbert, 892-907
- Amblard, vers 909
- Bernat I, 945-?
- Frotari I, vers 961
- Esteve II 972-?
- Frotari II, 979-?
- Gausbert II de Gourdon, vers 990
- Bernat II de Castelnau 1005-?
- Deudonat, vers 1031
- Bernat III, 1042-?
- Folc,	vers 1055
- Bernat IV, vers 1068
- Guerau II, vers 1077
- Guerau III de Cardaillac 1083-1112
- Guillem de Calmont 1113-1143
- Guerau IV Hèctor 1159-1199
- Guillem III, vers 1199
- Bartomeu vers 1207
- Guillem IV de Cardaillac 1208-1235
- Pons d'Antejac	1235-1236
- Guerau V Barasc 1236-1250
- Bartomeu de Roux 1250-1273
- Ramon de Cornil 1280-1293
- Sicard de Montaigu 1294-1300
- Ramon de Pauchel 1300-1312
- Hug Guerau 1313-1317
- Guillem V de Labroue	1317-1324
- Bertran de Cardaillac	1324-1367
- Bec de Castelnau 1367-1388
- Francesc de Cardaillac 1388-1404
- Guillem VI d'Arpajon 1404-1431
- Joan del Puèy	1431-1434
- Joan de Castelnau 1438-1459
- Lluís d'Albret (cardenal) 1460-1465
- Antoni d'Alamand 1465-1474
- Guiscard d'Aubusson 1474-1476
- Antoni d'Alamand (segona vegada) 1476-1493
- Benet de Joan 1494-1501
- Antoni de Luzech 1501-1510
- Germà de Ganay	1510-1514
- Carles Dominic de Caretto (cardenal) 1514
- Aloís de Caretto 1514-1524
- Pau de Caretto 1524-1553
  - Alexandre Farnese (cardenal) 1554-1557 (administrador apostòlic)
- Pere de Bertrand 1557-1563
- Joan de Balaguer 1567-1576
- Antoni Hebrard de Saint-Sulpice 1577-1600
- Simó Esteve de Popian	1607-1627
- Pere Habert 1627-1636
- Alan de Solminihac 1636-1659
- Nicolau Sevin 1660-1678
- Louis Antoine de Noailles 1679-1680
- Enric Guillem Le Jay 1680-1693
- Enric de Briqueville de la Luzerne 1693-1741
- Bertran Joan Baptista Ramon du Guesclin 1741-1766
- Josep Dominic de Cheylus 1766-1777
- Lluís Maria de Nicolai	1777-1791
- Charles-Nicolas de Bécave, Vicari apostòlic 1791-1802
- Jean d'Anglars, bisbe constitucional de l'Òlt 1791
- Suprimit 1791-1801